# Тамамес, Агустин
Агустин Тамамес Иглесиас (исп. Agustín Tamames Iglesias; род. 19 октября 1944 года, Монтеррубио-де-Армунья, Испания) — испанский профессиональный шоссейный велогонщик. Наибольшую известность приобрёл после победы в генеральной классификации Вуэльты Испании в 1975 году, где также выиграл пять этапов.

## Карьера
Тамамес стал профессионалом в 1966 году и выступал до 1977 года. За свою карьеру он одержал 56 побед в гонках под эгидой UCI.
Наиболее успешным для него стал 1975 год, когда он выиграл общий зачёт Вуэльты Испании, а также пять её этапов.
Также Тамамес принимал участие в Олимпийских играх.

## Достижения
|                 | 1970 | 1971 | 1972 | 1973 | 1974 | 1975 | 1976 | 1977 |
| --------------- | ---- | ---- | ---- | ---- | ---- | ---- | ---- | ---- |
| Джиро д’Италия  | -    | -    | -    | -    | -    | -    | -    | -    |
| Тур де Франс    | -    | 15   | -    | НФ   | -    | -    | -    | -    |
| Вуэльта Испании | 2    | 7    | 3    | 7    | 17   | 1    | -    | 11   |
| Чемпионат мира  | -    | 11   | 24   | -    | -    | -    | 27   | -    |